# Horischnje Salutschtschja
Horischnje Salutschtschja (ukrainisch Горішнє Залуччя; russisch Горишнее Залучье Gorischneje Salutschje, polnisch Załucze Górne) ist ein Dorf im Osten der ukrainischen Oblast Iwano-Frankiwsk mit etwa 1300 Einwohnern (2001).

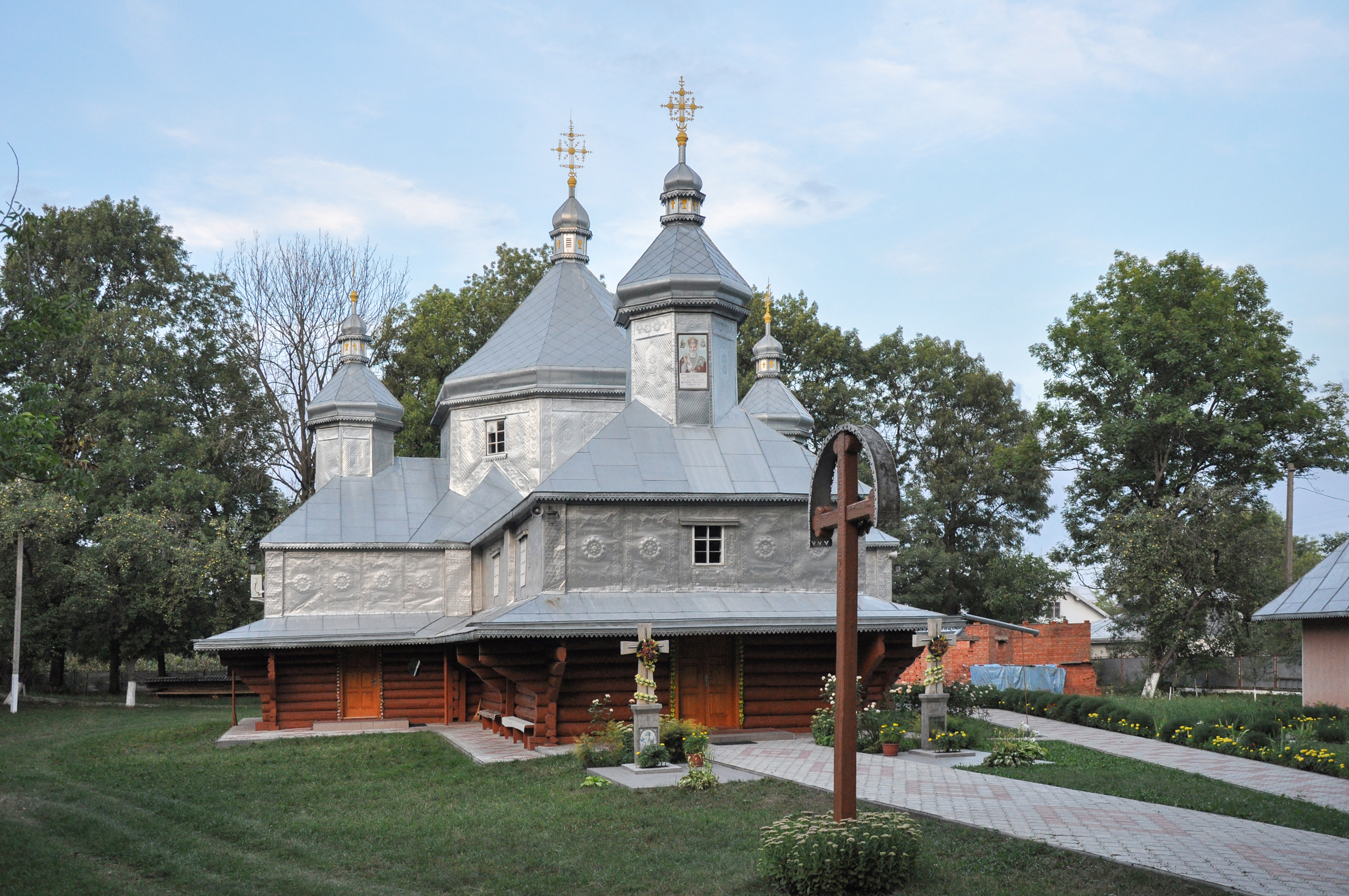
Kirche der Kathedrale der Heiligen Jungfrau in Horischnje Salutschtschja

Das erstmals 1449 schriftlich erwähnte Dorf bildete bis 1947 mit dem östlich angrenzenden Dorf Dolischnje Salutschtschja (Долішнє Залуччя, ⊙) eine gemeinsame Ortschaft mit dem Namen Залуччя над Черемошем Salutschtschja nad Tscheremoschem, zu deutsch Salutschtschja oberhalb vom Tscheremosch.
Am 12. Juni 2020 wurde das Dorf ein Teil neu gegründeten Stadtgemeinde Snjatyn; bis dahin bildete es zusammen mit dem Dorf Dolischnje Salutschtschja (Долішнє Залуччя) die Landratsgemeinde Horischnje Salutschtschja (Горішньозалучанська сільська рада/Horischnjosalutschanska silska rada) im Süden des Rajons Snjatyn.
Am 17. Juli 2020 wurde der Ort Teil des Rajons Kolomyja.

## Geografische Lage
Die Ortschaft liegt am linken Ufer des Tscheremosch, einem 80 km langen, rechten Nebenfluss des Pruth, der die Grenze zwischen den historischen Landschaften Pokutien und der Bukowina bildet. Horischnje Salutschtschja befindet sich 8 km südwestlich vom Rajonzentrum Snjatyn und 95 km südöstlich vom Oblastzentrum Iwano-Frankiwsk. Auf dem gegenüberliegenden Flussufer des Tscheremosch liegt, bereits in der Oblast Tscherniwzi, die Stadt Waschkiwzi. Westlich vom Dorf verläuft die Territorialstraße T–09–09.